# Brigitta-Eva Zahoranszki
Brigitta-Eva Zahoranszki (n.  ?) este un deputat român, ales în 2024 din partea UDMR. 